# Tohossou
Tohossou en fongbé tɔxɔsu est une divinité du Royaume du Dahomey représentée souvent par un personnage soutenant le menton.

## Divinité
Tohossou vient du mot to qui signifie  l'eau et Hossou qui veut dire roi. Il est considéré dans la tradition dahoméenne comme un dieu résidant dans l'eau douce. Pour ses adeptes, il ouvre le chemin du bonheur et aide à avoir des enfants. Le vodoun tohossou a une mission spécifique, en effet, on lui attribue tous les enfants mort-nés ou ayant une malformation physique importante les empêchant entre autres de travailler. Lors des cérémonies, soit le vodoun fait enterrer ces enfants dans les lieux très humides, ou les fait jeter à l'eau. Pour les adeptes, ces enfants sont la conséquence d'un mauvais comportement de la mère ou d'un irrespect à un esprit. Ces cérémonies sont importantes pour que la prochaine naissance se déroule bien et l'esprit du défunt ne hante la famille,,,.

## Différence
Dans la croyance endogène du peuple dahoméen, Il y a une différence entre la sirène des eaux connue en langue Gen sous le nom de Mami wata et le vodoun Tohossou,.